# Spanschachtel
Spanschachteln (auch Spandosen, Haubenschachteln) sind kleine, meist ovale, vorwiegend bemalte Behälter aus Weichholz, die zum Aufbewahren von Wertgegenständen (z. B. von Schmuck und Dokumenten), Spielzeug (z. B. Zinnfiguren), Gegenständen der Volksfrömmigkeit (z. B. Rosenkränzen oder Krippenfiguren) oder kleineren Alltagsgegenständen verwendet wurden. Auch einige Käsesorten (z. B. Camembert) werden in Spanschachteln verpackt. Zur Verwendung kommt sehr dünn gespaltenes oder gesägtes Weichholz als Furnier, wobei man hier von Spanholz spricht.
Spanschachteln gehörten oft zur Mitgift einer Braut und weisen als Motiv Brautpaare oder auf die Hochzeit bezogene Inschriften auf; solche Schachteln werden auch „Brautschachteln“ genannt. Der ursprünglich süddeutsche Brauch gelangte im 16./17. Jahrhundert auch nach Mittel- und Norddeutschland. Auch als Taufgeschenk von Paten oder als Geschenk unter Verliebten waren die Schachteln bis ins 20. Jahrhundert beliebt.
Auch als Handelsverpackung (z. B. für Spielzeug oder Apothekenprodukte) wurden Spanschachteln verwendet. Ebenso dienten Spanschachteln als Hutschachteln.
Spezialisierte Spanschachtelhersteller und Schachtelmaler waren insbesondere in waldreichen Regionen Süddeutschlands ansässig, etwa in Berchtesgaden (Berchtesgadener War), in Franken und im Schwarzwald (wo Uhrenmaler auch Spanschachteln bemalten), im Erzgebirge, im Thüringer Wald und in Niederschlesien. Die Schachtelindustrie der Grafschaft Glatz entwickelte sich zum Marktführer in der Produktion von Spanschiebeschachteln für Zündhölzer, sogenannte Schwedenschuber.
In der Schweiz ist besonders das Frutigland bekannt für seine Spanschachtel-Tradition. In Frutigen befand sich bis 2008 das «1. Schweizerische Spanschachtel-Museum».
In den USA sind besonders die Shaker bekannt für das Anfertigen von ovalen Spanschachteln, sogenannter shaker boxes.
Bemalte Spanschachteln gelten als Objekte der Volkskunst und sind ein beliebtes Sammelobjekt.

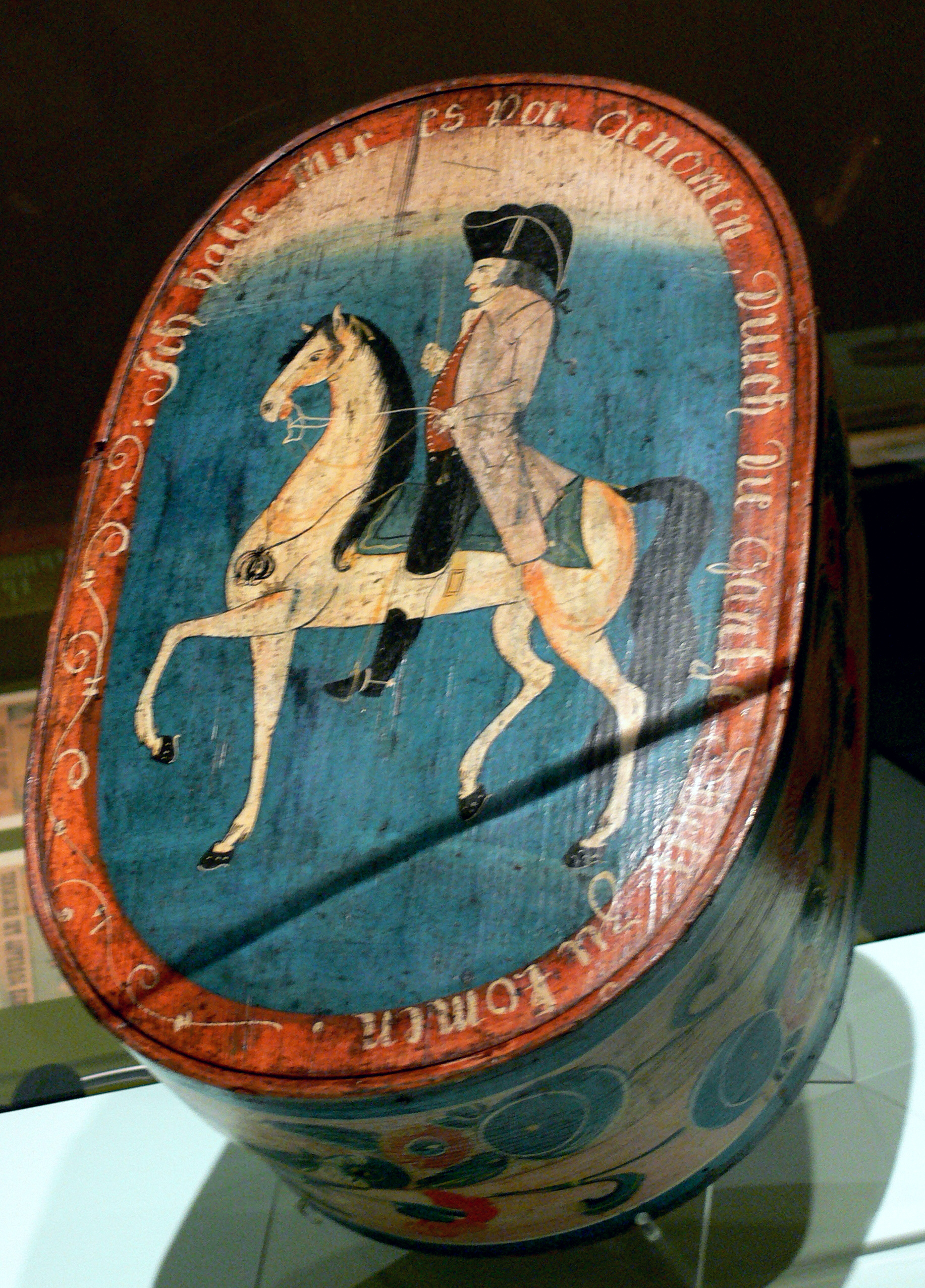
Spanschachtel mit einem Porträt von Napoleon Bonaparte, hergestellt in Thüringen oder Böhmen, um 1810
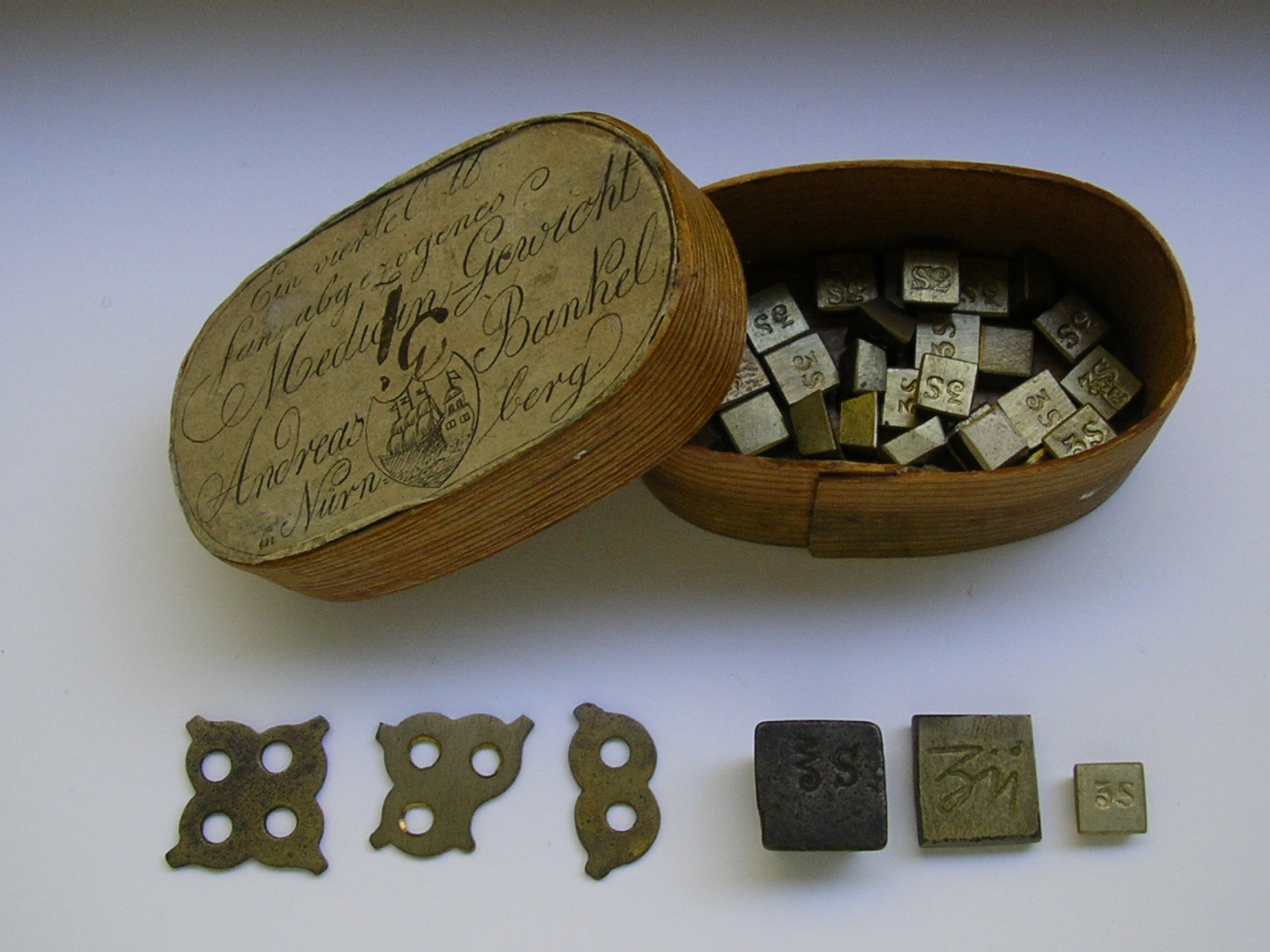
Handelsverpackung für Nürnberger Apothekergewichte, nach 1825. Mit Kupferstich-Etikett. Focke-Museum Bremen
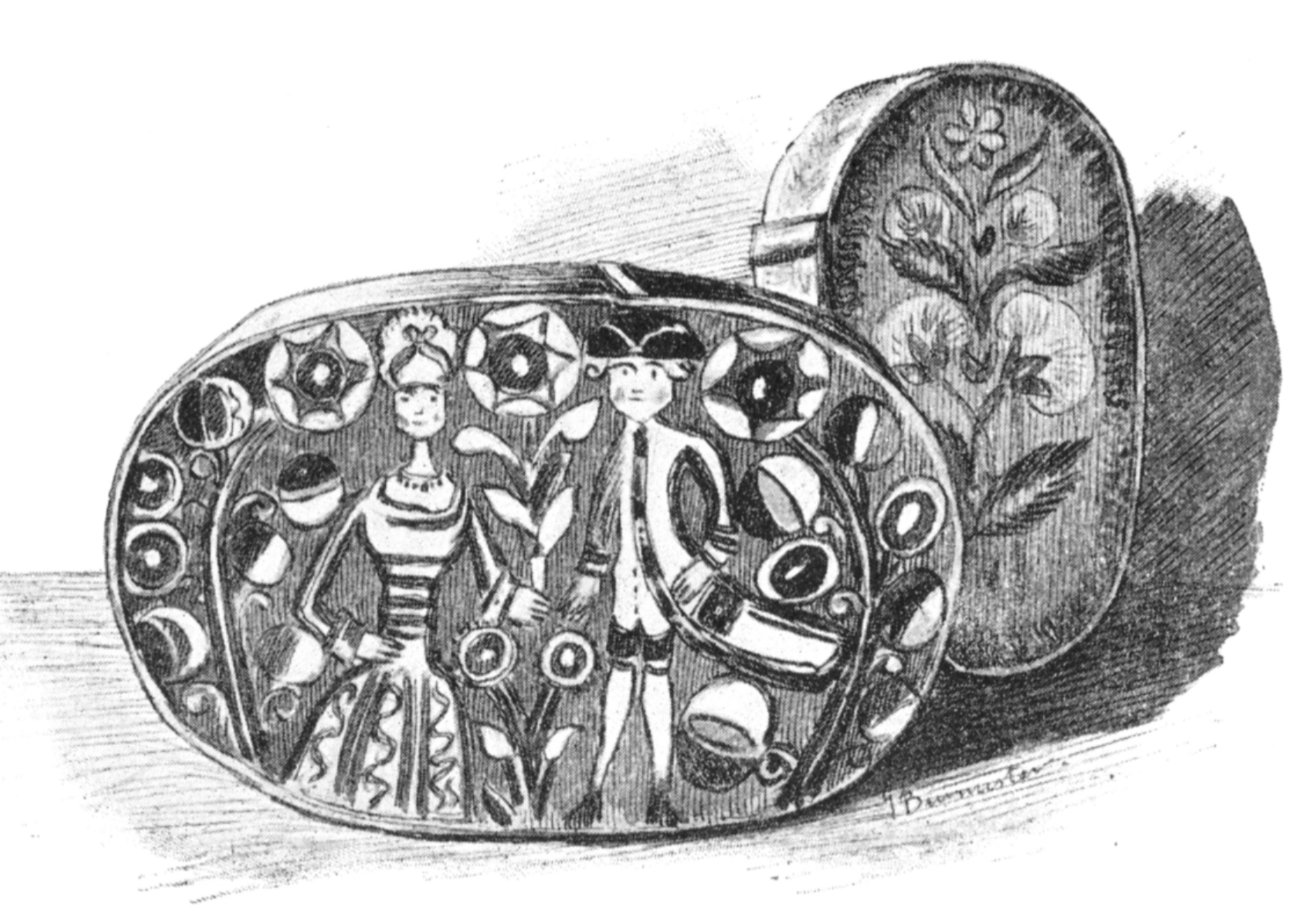
Lauenburger Spanschachteln zur Aufbewahrung von Hochzeitshauben, 18. Jahrhundert, Zeichnung um 1895
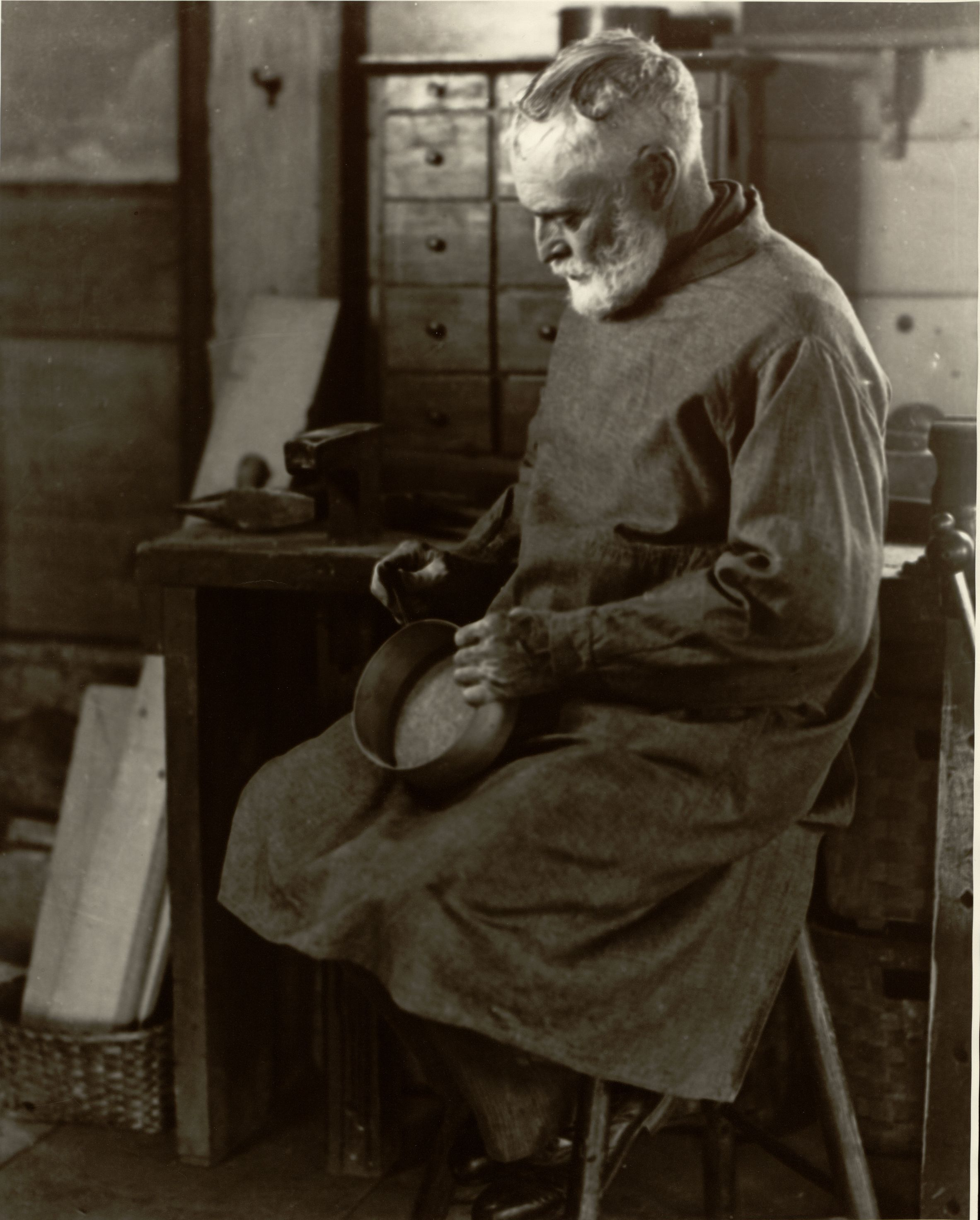
Shaker-Bruder Ricardo Belden bei der Herstellung von Spanschachteln in einer Werkstatt im Shaker-Dorf Hancock bei Pittsfield, Massachusetts